# Litteraturpriser.dk
Danske Litteraturpriser er en hjemmeside oprettet af bibliotekar Niels Jensen (født 29. november 1952), der kalder siden "den uforbederlige bibliotekars skrabsammen".

## Optagelseskrav for forfatternavne
Kilde: Redaktionelt koncept (arkiv)
- Personer, der har modtaget danske litteraturpriser
- Danske forfattere, der er omtalt i litteraturhåndbøger og udvalgte biografiske værker, herunder leksika, eller har modtaget udenlandske litteraturpriser
- Danske forfattere, der har web-hjemmeside eller er biograferet på internettet
- For ovenstående grupper tilstræbes fuldstændighed for danske personers vedkommende og udbygges med biografiske oplysninger om fødested, erhverv, uddannelse, debut, ægteskabelig status, erindringer (herunder rejseberetninger), vigtige begivenheder i øvrigt
- Personer, der har modtaget danske kulturpriser i almindelighed, eller inden for teater (men ikke film), musik, arkitektur og billedkunst, for disse publiceres pt. kun fødsels og evt. dødsår, samt erhverv
- Alle danske forfattere og oversættere af skønlitteratur, skrevet eller publiceret (herunder opført på teatre) til og med 1949
- Specielt for forfattere der har udgivet værker mellem 1850-1900 tilstræbes fuldstændighed, dog undtaget de (få) forfattere, der andre steder er fuldstændig beskrevet (f.eks. H.C. Andersen)
- Ved danske forfattere forstås personer, der er født i Danmark, eller skriver på dansk, eller har virket i nogen tid i Danmark, eller er født og/eller bosat i danske besiddelser eller på anden måde tilknyttede lande